# Diaphorapteryx hawkinsi
Genre
Espèce
Statut de conservation UICN

 EX  : Éteint
Diaphorapteryx hawkinsi est une espèce éteinte d'oiseaux de la famille des Rallidae qui était endémique des Îles Chatham (est de la Nouvelle-Zélande). Il était généralement considéré que cette espèce avait disparu avant l'arrivée des Européens, mais une description découverte récemment laisse penser qu'elle existait toujours aux alentours des XVe et XVIe siècles, et possiblement encore au XIXe siècle.

## Description
Cet oiseau mesurait environ 40 cm de haut et pesait environ 2 kg. Il était incapable de voler, et était le plus grand volatile de l'île. On suppose qu'il fouillait le sol à la recherche de nourriture, et que donc, son régime alimentaire était constitué d'insectes, de petits animaux et de racines herbeuses.

## Disparition
Il est fréquent de trouver ses ossements dans d'anciennes décharges des Moriori, les premiers habitants de l'île de Chatham. Il est donc vraisemblable que sa disparition soit due à la chasse.

## Redécouverte
Une lettre de 1895, redécouverte au début des années 2000, adressée par Sigvard Jacob Dannefaerd à Lionel Walter Rothschild, contient un récit moriori inconnu de ce râle. Il comprend des détails sur son aspect, son comportement et les stratégies employées par les Moriori pour le chasser. Cette description permet de rapprocher cet oiseau d'un autre, auparavant non identifié, appelé mehonui par les Moriori. L'ethnologue Alexander Shand, spécialiste de la culture moriori, avait rapporté des récits sur cet oiseau en 1911.
Pour Cooper et Tennyson, les détails de ce récit sont bien trop précis pour que l'espèce ait disparu depuis plusieurs siècles. Pour les deux scientifiques, il est possible que l'espèce ait succombé après l'introduction sur l'île de prédateurs (chiens, chats, rats, etc.) et avant l'inventaire systématique de la faune de l'île effectué en 1840.

## Galerie photographique

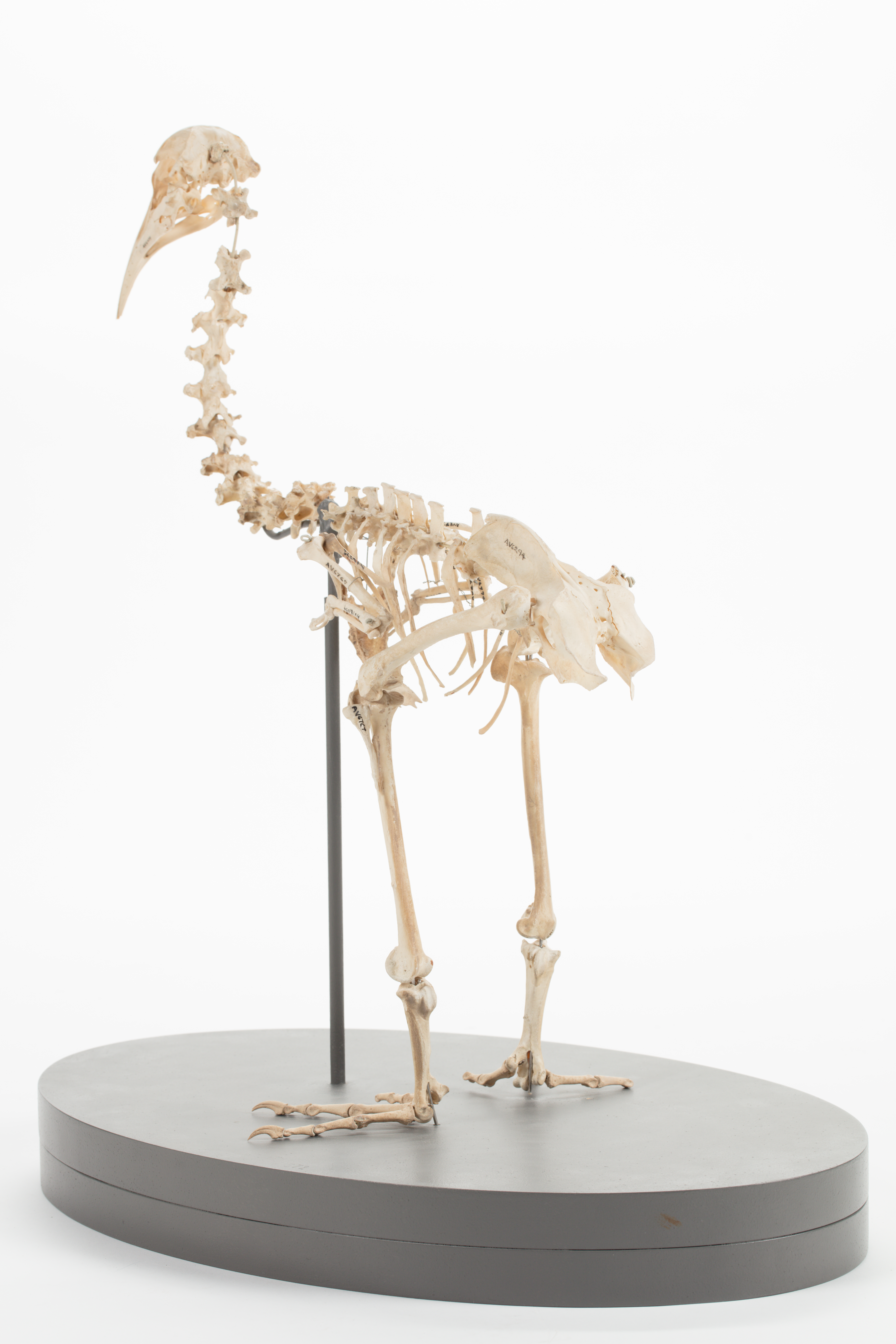
Squelette de Diaphorapteryx hawkinsi
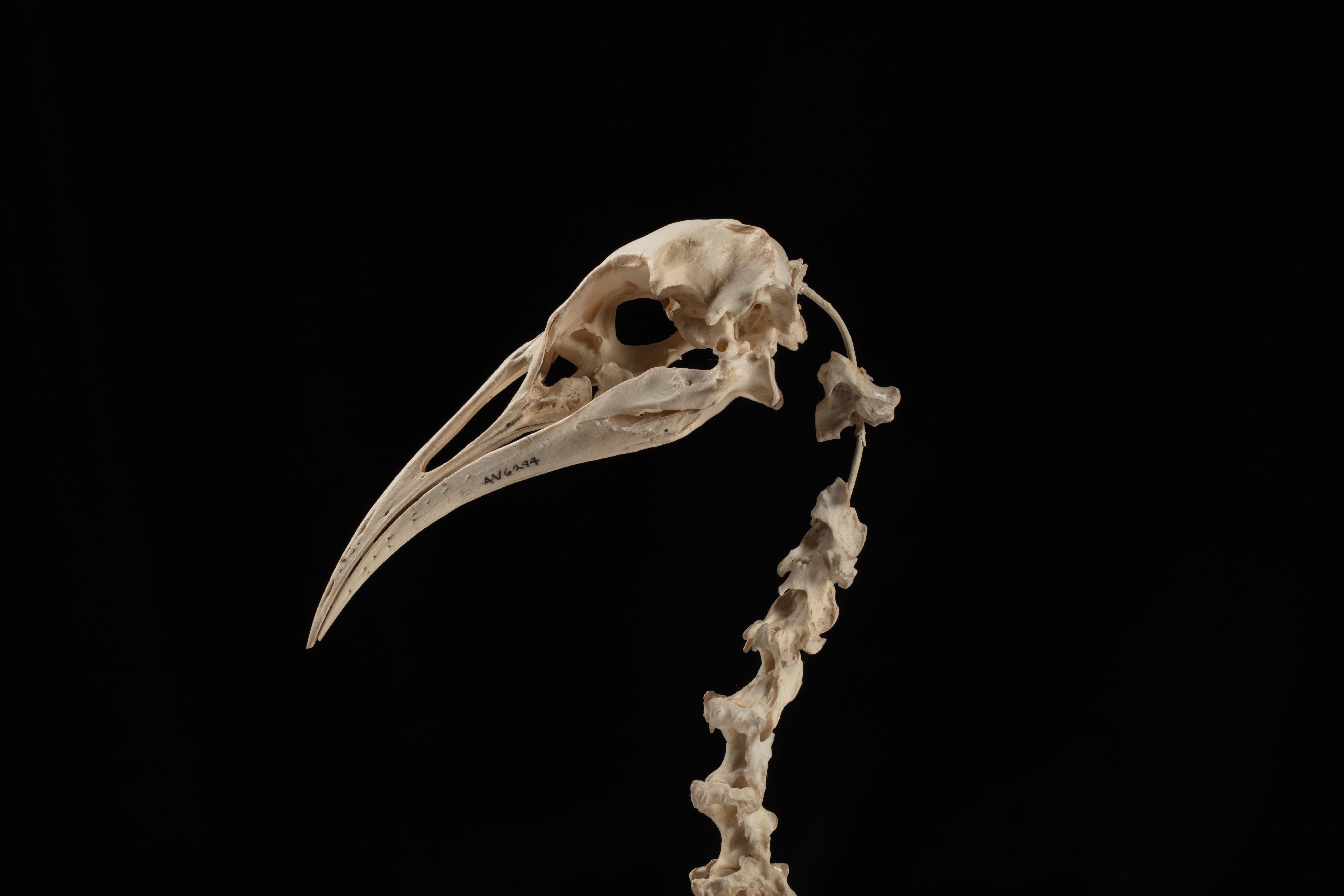
Détail du crâne